# بيل سميث (عداء ألتراماراثون)
بيل سميث (بالإنجليزية: Bill Smith)‏ هو عداء ألتراماراثون ‏ بريطاني، ولد في 1 مايو 1936، وتوفي في 7 أكتوبر 2011 في Forest of Bowland ‏ في المملكة المتحدة.